# Prywatne Seminarium Nauczycielskie Żeńskie im. Juliusza Słowackiego w Poznaniu
Prywatne Seminarium Nauczycielskie Żeńskie im. Juliusza Słowackiego w Poznaniu – seminarium nauczycielskie i szkoła średnia usytuowane przy ul. Głogowskiej na Łazarzu w Poznaniu. Działające w latach 1924–1934 jako żeńskie seminarium nauczycielskie, a następnie od 1934 do 1939 roku jako Prywatne Gimnazjum Żeńskie im. Juliusza Słowackiego. Od 1945 do 2023 roku budynek zajmował zespół Państwowych Szkół Muzycznych.  

## Historia
Pomysłodawcą założenia i twórcą szkoły był ks. Czesław Piotrowski. Początkowo w 1924 roku ksiądz Piotrowski założył Prywatne Seminarium Nauczycielskie Żeńskie im. Juliusza Słowackiego. Do czasu wybudowania własnego gmachu szkolnego naukę prowadzono w godzinach popołudniowych w szkole wydziałowej II przy ul. Działyńskich. 1 lipca 1928 roku Ministerstwo Wyznań Religijnych i Oświecenia Publicznego przyznało seminarium niepełne prawa szkół państwowych. 
Budowę nowego gmachu szkoły przy ówczesnej ul. Marszałka Focha rozpoczęto w 1930 roku, a oddanie do użytku nastąpiło w 1931 roku. Budynek usytuowano obok gmachu męskiego Prywatnego Humanistycznego Gimnazjum i Liceum im. Adama Mickiewicza. Uroczystość otwarcia i poświęcenia szkoły odbyła się 12 października 1931 roku. Podczas uroczystości obecni byli m.in. wiceprezydent miasta Poznania Mikołaj Kiedacz, wojewoda poznański Roger Adam Raczyński, kurator szkolny Okręgu Szkolnego Poznańskiego Joachim Namysł, z ramienia Uniwersytetu Poznańskiego rektor Jan Sajdak i ówczesny proboszcz parafii Matki Boskiej Bolesnej Józef Gorgolewski. Dyrektorem w nowym budynku w roku szkolnym 1931/1932 został dr Stefan Papée. Szkoła uzyskała następnie pełne prawa szkół państwowych. W 1934 roku szkołę przekształcono w Gimnazjum Żeńskie im. Juliusza Słowackiego, dodatkowo umieszczając w budynku koedukacyjną szkołę powszechną. Działalność szkoły przerwał w 1939 roku wybuch II wojny światowej.
Do września 2023 w gmachu swoją siedzibę miały: działająca od 1945 roku Państwowa Szkoła Muzyczna I stopnia im. Karola Kurpińskiego i Państwowa Szkoła Muzyczna II stopnia im. Fryderyka Chopina, a także funkcjonujące od 1979 roku Policealne Studium Piosenkarskie im. Czesława Niemena i od 1990 roku Ogólnokształcąca Szkoła Muzyczna II stopnia im. Jadwigi Kaliszewskiej

## Opis
Gmach szkoły zaprojektowany został przez architekta Adolfa Pillera. Wnętrze szkoły zostało urządzone w zgodzie z ówcześnie obowiązującymi przepisami budowlanymi dotyczącymi budowy obiektów szkolnych. Budynek szkoły mieścił 19 sal lekcyjnych odpowiednio doświetlonych, przestronne korytarze i klatki schodowe. Obiekt wyposażono w oświetlenie elektryczne, wodociąg i centralne ogrzewanie. Wokół budynku przewidziano miejsce do zajęć z wychowania fizycznego. W piwnicy zaprojektowano nowoczesną salę gimnastyczną z szatnią, prysznicami i basenem do nauki pływania. Ponadto w piwnicy mieściła się stołówka i mieszkanie woźnego. Na parterze urządzono m.in. poczekalnię dla rodziców, gabinet  dyrektora i pracownię przedmiotu prace ręczne. Ponadto swoją świetlicę miało Harcerstwo i ruch Przysposobienia Wojskowego Kobiet. Natomiast pierwsze piętro zajmowała, oprócz sal szkolnych, sala konferencyjna i gabinet lekarski. Drugie piętro przewidziano tylko na sale lekcyjne. Na trzecim piętrze ulokowano pracownię fizyczno-chemiczną, pracownię przyrodniczą z osobnym pomieszczeniem przeznaczonym na hodowlę roślin. W pracowniach do każdego stołu doprowadzony był prąd i gaz. Dodatkowo na piętrze mieściła się sala posiedzeń, wykorzystywana przez organizacje szkolne. Na czwartym piętrze ulokowano stację meteorologiczną, a taras przeznaczono do prowadzenia lekcji geografii, przyrody i wychowania fizycznego.